# Martti Uosikkinen
Martti Uosikkinen   (Kuopio, 20 d'agost de 1909 - Battle of Kollaa, 9 de març de 1940) va ser un gimnasta artístic finlandès que va competir durant les dècades de 1920 i 1930.
El 1928 va prendre part en els Jocs Olímpics d'Amsterdam, on disputà les set proves del programa de gimnàstica. Destaca la cinquena posició en la competició del concurs complet per equips, mentre en les altres proves finalitzà més enllà de la quinzena posició.
Quatre anys més tard, als Jocs de Los Angeles, disputà tres proves del programa de gimnàstica. Guanyà la medalla de bronze en la competició del concurs complet per equips, mentre en l'exercici de terra fou setè i en el concurs individual quinzè. La tercera i darrera participació en uns Jocs fou el 1936, a Berlín, on disputà les vuit proves del programa de gimnàstica masculina. Guanyà la medalla de bronze en el concurs complet per equips, fou quart en la prova de cavall amb arcs i cinquè en el concurs individual, com a resultats més destacats.
Excel·lent esquiador, havia estat seleccionat per disputar els Jocs Olímpics d'Hivern de 1936 a Garmisch-Partenkirchen, però la Federació Finlandesa de Gimnàstica vetà la seva participació pel risc de lesió. Morí durant els darrers dies de la Guerra d'hivern entre Finlàndia i la Unió Soviètica.